# Alejandro Escovedo

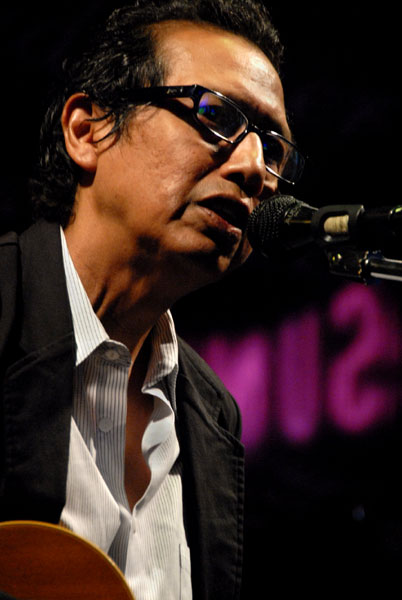
Alejandro Escovedo in concert, 2007

Alejandro Escovedo (San Antonio, 10 januari 1951) is een Amerikaanse muzikant. Zijn muziek kan worden omschreven als een vermenging van alternatieve country, soul en blues. Hij maakte zijn debuut in 1992 met het album Gravity.
In totaal bracht hij acht albums uit.

## Biografie
Escovedo groeide op in een muzikale familie: zijn broers Pete en Coke zijn eveneens muzikant geworden. Escovedo begon te spelen in de punkband The Nuns. Deze band had weinig commercieel succes. Hierna verhuisde hij naar Austin, Texas, waar hij meer een country-achtige stijl ontwikkelde. Zijn albums werden een relatief succes, met name in de underground-sfeer. In 1998 riep het country-blad No Depression Escovedo uit tot artiest van het decennium.
In de late jaren 90 werd hepatitis C geconstateerd, waardoor hij enkele jaren weinig meer produceerde. In 2003 overleed Escovedo bijna aan de ziekte. In 2005 werd hij echter genezen verklaard en pakte hij de muziek weer op, resulterende in het album The Boxing Mirror.
Zijn nummer "Castanets" bleek op de iPod van George W. Bush te staan; hierop weigerde Escovedo dit nummer nog te spelen.

## Discografie

### Albums
- Gravity (1992)
- Thirteen Years (1994)
- With These Hands (1996)
- More Miles Than Money: Live 1994-1996 (1998)
- Bourbonitis Blues (1999)
- A Man Under the Influence (2001)
- By the Hand of the Father (2002)
- The Boxing Mirror (2006)
- Street Songs of Love (2010)

## Verspreiding
Alejandro Escovedo staat positief ten opzichte van mensen die zijn shows willen opnemen en verspreiden. Daarom heeft hij toestemming gegeven opnames op Internet Archive te plaatsen.

## Verwijzingen
- Alejandro Escovedo's website
- (en)   Alejandro Escovedo op MusicBrainz

- Bibliothèque nationale de France: cb140004015 (data)
- Gemeinsame Normdatei: 135223083
- International Standard Name Identifier: 0000 0000 5519 5678
- Library of Congress Control Number: n94023779
- MusicBrainz: bf103bec-70e3-45a5-9d1b-97715db04a96
- Nationale Bibliotheek van Tsjechië: xx0065071
- Virtual International Authority File: 74047935
- WorldCat: E39PBJmxXj9Kq9w8MD44fXj9jC